# Strange Adventures in Infinite Space
Strange Adventures In Infinite Space est un jeu vidéo roguelike créé par le studio indépendant Digital Eel (en) et sorti pour Windows et Mac le 15 mars 2002 par le développeur-éditeur de jeux de jeu de société Cheapass Games. Il est ensuite publié pour Pocket PC et Palm par le développeur-éditeur britannique Astraware.
Strange Adventures est considéré comme l'un des premiers jeux rogue-lite, un hybride de roguelikes et d'autres types de jeux.

## Système de jeu
Dans Strange Adventures In Infinite Space, les joueurs explorent une région fictive de la galaxie de la Voie lactée appelée The Purple Void.
Strange Adventures In Infinite Space se met en place différemment à chaque fois qu'il est joué. Des étoiles, des trous noirs, des planètes, des nébuleuses, des artefacts, des patrouilles extraterrestres, des gadgets, des formes de vie et des dizaines d'événements et de rencontres sont randomisés pour chaque session de jeu. Contrairement aux roguelikes conventionnels de l'époque, Strange Adventures In Infinite Space propose des graphismes, de la musique et du son, et les sessions de jeu durent généralement de 3 à 20 minutes, d'où le slogan du jeu « Explorez la galaxie en 20 minutes ou moins ! » (« Explore the galaxy in 20 minutes or less! »).

## Développement
Strange Adventures In Infinite Space est créé par le groupe de développement indépendant Digital Eel (en) et publié le 15 mars 2002 par le développeur-éditeur de jeu de société Cheapass Games
Digital Eel attribue l'inspiration du jeu au créateur de Star Trek, Gene Roddenbury, et aux créateurs de Star Control, Fred Ford et Paul Reiche III,.

### Rééditions gratuites
Le 11 novembre 2005, le code source devenu librement disponible sous la GNU GPL,, mais sans le reste du contenu du jeu. Depuis le 28 septembre 2009, Strange Adventures In Infinite Space est mis à disposition en freeware, y compris le contenu du jeu. En raison de la disponibilité du code source, des portages vers des plates-formes alternatives émergent, par exemple pour OpenPandora reposant sur ARM et Linux,. Il est également publié pour Pocket PC et Palm par le développeur/éditeur britannique Astraware. La licence passe à GPLv3 et les actifs à CC-BY-NC -4.0 le 18 mai 2020.
En 2020, Strange Adventures in Infinite Space est réédité par Digital Eel et Chris Collins avec prise en charge des systèmes d'exploitation Windows, macOS et Linux contemporains. Digital Eel choisit de rendre la sortie gratuite et inclus des mods communautaires qui ont été développés pour étendre le jeu en plus de sa version originale.

### Suites
Digital Eel suit Strange Adventures In Infinite Space avec une suite autofinancée, travaillant sur le jeu pendant un an et demi à temps partiel. Le concepteur Rich Carlson décrit le jeu comme « un jeu hybride, en partie de stratégie, en partie d'aventure et en partie de combat de vaisseau spatial, similaire à certains égards à des jeux comme Pirates ! et Star Control 2 ». Leur objectif pour le développement du jeu est d'ajouter des fonctionnalités qui avaient été laissées de côté dans leur jeu précédent et d'améliorer la profondeur et la qualité graphique du jeu.
Weird Worlds : Return to Infinite Space sort finalement sur PC.
En 2013, Infinite Space III: Sea of Stars est développé à l'aide du financement participatif. Le jeu sort ensuite en 2015.

## Accueil
Strange Adventures in Infinite Space reçoit un score de 77 sur l'agrégateur Metacritic, indiquant « des critiques généralement favorables ». Computer Games Magazine le salue comme un « hors-d'œuvre de jeu léger mais étrangement divertissant ». Écrivant pour GameSpot, Bruce Geryk estime que c'est la courte durée du jeu qui le rend attrayant. Tom Chick de GameSpy qualifie le comme intelligent, notant toutefois que les joueurs verront la plupart du contenu du jeu après une douzaine de parties. Scot Krol de PC Game World recommande le jeu pour offrir « plus de plaisir en quinze minutes que la plupart des jeux en quinze heures de jeu ». Ernest Adams, écrivant pour Gamasutra en 2005, décrit Strange Adventures In Infinite Space comme « le jeu court parfait ». Lors de la réédition gratuite du jeu, Kotaku le salué comme « un excellent mélange de stratégie Master of Orion-lite et de combat d'arcade inspiré deStar Control ».
Strange Adventures In Infinite Space est finaliste pour le grand prix Seumas-McNally à l'Independent Games Festival 2003.

## Postérité
Le jeu est considéré comme l'un des premiers jeux « rogue-lite », des jeux qui prennent le noyau du roguelike, tels que la mort permanente et la génération procédurale, mais les adopte à différents styles de jeu qui ont renoncé au gameplay basé sur les tuiles au hack-and-slash,.
Écrivant pour PC Gamer, Jody McGregor l'a appelé le « roguelike original en vaisseau spatial », retraçant sa lignée de la série Star Control à FTL: Faster Than Light.
Le développeur de FTL, Justin Ma, cite Weird Worlds comme une influence sur le développement de son jeu. Les journalistes ont depuis fait des comparaisons favorables entre FTL et Weird Worlds,. Rock Paper Shotgun note aussi l'influence de Weird Worlds sur The Long Journey Home, un autre jeu spatial généré de manière procédurale influencé par FTL,.